# Jean-Paul Charnay
Pour les articles homonymes, voir Charnay.
Jean-Paul Charnay, né à Paris le 18 juillet 1928 où il est mort le 13 mars 2013, est un directeur de recherches au CNRS, Professeur honoraire à l'Université Paris Sorbonne, fondateur et président du Centre de philosophie de la stratégie (Sorbonne et CNRS).
Il était spécialiste de la stratégie, de l'islam et du monde arabe. Il a laissé une œuvre pluridisciplinaire.

## Biographie
Né le 18 juillet 1928 dans le 17e arrondissement de Paris, Jean-Paul Charnay passe ses jeunes années en Algérie où il étudie le droit français et le droit musulman. Il exerce diverses professions juridiques, puis s’intéresse à la sociologie, l’histoire et la stratégie. Il soutient à Paris ses thèses de doctorat avec succès (lettres et sciences humaines, droit, science politique).
Collaborateur de Jacques Berque, avec qui il publie des ouvrages et des études, Jean-Paul Charnay qui a vécu plus de vingt ans au Maghreb fut témoin des bouleversements des empires coloniaux et des prémices du nouveau monde décolonisé dont il avait perçu le mouvement inéluctable, anticipant dans son discernement les guerres d’indépendance.
Souhaitant voyager et s’instruire, dès le début de sa vie professionnelle, dans les années 1960, il accomplit de nombreuses missions universitaires et enquêtes sur le terrain, s’efforçant de rendre un regard authentique sur l’Autre, considéré dans sa profondeur. Ainsi de la société algérienne du passage « de l’impérialisme à la décolonisation » et des traumatismes théologiques, juridiques et révolutionnaires des sociétés musulmanes contemporaines où, du Maroc à l’Indonésie, de l’Asie centrale au Golfe de Guinée, il réalise ses devoirs de chercheur dans la longue durée.
Auparavant, ses premiers travaux sur La sincérité des élections françaises de Philippe le Bel à Charles de Gaulle lui ont valu son premier doctorat d’État et son premier tour de France, allant de villes en villages pour ajuster la théorie à la pratique dans ses recherches, essentiellement pour découvrir son pays : sa civilisation et sa population :
« J’avais vingt ans et j’ignorais la France. L’Algérie m’avait été terre d’éveil, unique lieu des années de jeunesse et d’apprentissage. La quotidienneté était pour moi les journaliers agricoles, migrant nu-pieds sur les routes… le voile blanc des Algéroises, les rideaux de cyprès au long des orangeraies, les villages de colonisation… Un canal aux eaux lentes bordé de peupliers, l’arc ogival, m’étaient comble d’exotisme. (…)  Non sans tâtonnements, je m’attelais aux premiers éléments des travaux maintenant regroupés dans le « Tableau du suffrage politique en France », s’étendant sur six siècles et demi… » (Entrecroisements entre vie et recherche, citations, extraites de son œuvre).
Les années 1980 furent pour lui le terreau des problématiques contemporaines émergentes dans le monde, particulièrement sur le continent africain : faits religieux et sociaux, négritude, transcendance, stabilités, représentativité/démocratie, ordres national/international, droit des gens et condition humaine, droits de l’homme et condition féminine...
Stratégiste, islamologue reconnu, directeur de recherche au Centre National de Recherche Scientifique et professeur honoraire en Sorbonne, tout au long de sa vie professionnelle, Jean-Paul Charnay n’a jamais cessé d’aspirer à l’approche interdisciplinaire.
Professeur visiteur dans les principaux centres d’études stratégiques de l’Est, de l’Ouest, du Tiers-monde... avant comme après la chute du Mur de Berlin en novembre 1989, Jean-Paul Charnay, qui a longuement travaillé avec le général Beaufre, s’est attaché à mener une recherche comparée sur les conflits, leur compréhension et la perspective de leur résolution.
Il a élaboré une recherche interdisciplinaire susceptible de contribuer à l’étude historique et conceptuelle des doctrines et des conduites stratégiques comme à l’étude des interférences et ruptures entre individus et civilisations.
En France ou à l’étranger, ses colloques et conférences se référaient à ce qu’il avait appris de ses voyages et rencontres autant qu’à ses compétences universitaires. Menés dans le cadre de l’Unesco ou dans la confiance des lieux de culte, sous l’angle de sa spécialité, les échanges culturels l’ont souvent conduit à proposer la perspective d’un dialogue approfondi entre les religions dans le monde, plus spécifiquement entre le christianisme et l’islam.
Après avoir créé en Sorbonne le Centre d’études et de recherches sur les stratégies et les conflits, il a été le président du Centre de philosophie de la stratégie dont il fut le fondateur.
Il meurt le 13 mars 2013 en son domicile dans le 6e arrondissement.

## Distinctions
- 1963 : Prix Paul Deschanel, décerné par la Faculté de Droit et des Sciences Économiques de Paris pour son ouvrage Le contrôle de la régularité des élections parlementaires, Bibliothèque de Droit public, Paris, Librairie Générale de Droit et de Jurisprudence, 1964, publié avec le concours du Ministère de l’Éducation Nationale.
- 1964 : Prix Louis Marin, décerné par l’Académie des Sciences Morales et Politiques pour son ouvrage Société militaire et suffrage politique en France depuis 1789, Bibliothèque générale de l’École Pratique des Hautes Études, Paris, SEVPEN.
- 1966 : Prix Le Dissez de Pénaurun, décerné par l’Académie de Sciences Morales et Politiques. pour son ouvrage « La vie musulmane en Algérie d’après la jurisprudence de la première moitié du XXe siècle », Bibliothèque de Sociologie contemporaine, Paris, Presses Universitaires de France.
- 1981 : Prix de l’Amitié Franco-Arabe, pour son ouvrage Les Contre-Orients ou comment penser l’Autre selon soi, Paris, éd. Sindbad, décerné par Geneviève Moll représentant le président du jury, lors du vernissage des œuvres du peintre algérien Farid Lariby, en présence de Mmes Germaine Tillion et Eva de Vitray-Meyerovitch.
- 1993 : Médaille du CNRS.

## Publications

### Principaux ouvrages
- Société militaire et suffrage politique en France depuis 1789  (préf. Jacques Vernant), SEVPEN, 1964, 350 p. (ISBN 2-7132-0175-6)
- Le Contrôle de la régularité des élections parlementaires. Paris, L. G. D. J., 1964.
- Le Suffrage politique en France. Élections Parlementaires, élection présidentielle, référendum. Paris - La Haye, Mouton, 1965.
- Les scrutins politiques en France de 1815 à 1962 (contestations et invalidations). Paris, Armand Colin, 1965.
- La vie musulmane en Algérie d’après la jurisprudence de la première moitié du XXe siècle.Paris, Presses Universitaires de France, 1965, 2e éd. augmentée, 1991.
- Islamic Culture and Socio-economic Change. Leiden, Brill., 1971, 2e éd., 1981.
- Essai général de stratégie. Paris, Champ Libre, 1973.
- Sociologie religieuse de l’Islam. Paris, Sindbad, 1978, 2e éd. augmentée, Hachette-Pluriel, 1995.
- Les Contre-Orients ou Comment penser l’Autre selon Soi. Paris, Sindbad, 1980.
- Technique et géosociologie. La guerre du Rif. Le nucléaire en Orient. Paris, Anthropos-Economica, 1984.
- Principes de stratégie arabe. Paris, L’Herne, 1984, 2e éd. augmentée, 2003.
- L’Islam et la guerre. De la guerre juste à la révolution sainte. Paris, Fayard, 1986.
- Métastratégie. Systèmes, formes et principes de la guerre féodale à la dissuasion nucléaire. Paris, Economica, 1990.
- Critique de la stratégie. Paris, L’Herne, 1990.
- Stratégie générative. De l’anthropologie à la géopolitique. Paris, Presses Universitaires de France, 1992.
- Traumatismes musulmans. Entre chari’â et géopolitique. I. Paris, Akfar, 1993.
- Lettre désolée à un ami arabe. Paris, Maisonneuve et Larose, 1994.
- La stratégie. Paris, Presses Universitaires de France, Que Sais-Je ? 1995.
- Frustrations arabes. Entre thawra et géosociologie. II. Paris-Beyrouth, Al-Bouraq, 1997.
- La Charîa et l’Occident. Paris, L’Herne, 2001.
- Regards sur l’islam. Freud, Marx, Ibn Khaldun. Paris, L’Herne, 2003.
- Les désastres coloniaux, Jean-Paul Charnay éd., Les éditions d’En Face, 2007.
- Esprit du droit musulman. Dalloz, Paris, 2008.
- Islam profond. Vision du monde. Éditions de Paris, Studia Arabica XII, 2009.
- Dissuasion et culture, Jean-Paul Charnay éd., Les éditions d’En Face, 2012.

### Ouvrages collectifs du Centre d’Études et de Recherches sur les Stratégies et les Conflits
Ouvrages publiés sous la direction de Jean-Paul Charnay :

#### Série historique
- Vol. I : Guibert ou le soldat-philosophe. Publié avec le concours du S. H. A. T. (Vincennes), 1981.
- Vol. II : Lazare Carnot ou le savant-citoyen. Presses Universitaires de Paris-Sorbonne, 1990.
- Vol. III : Les Désastres coloniaux. Paris, Ed. d’En Face, 2007.

#### Classiques de la stratégie
- Vol. I : Guibert : Stratégiques. Paris, L’Herne, 1977.
- Vol. II : Sokolovsky : Stratégie militaire. Paris, L’Herne, 1984.
- Vol. III : Charnay : Principes de stratégie arabe. Paris, L’Herne, 2e éd. augmentée, 2003.
- Vol. IV : Carnot : Révolution et mathématique. Paris, L’Herne, T. 1-2, 1984-85.
- Saxe. Mes rêveries. Paris, Bibliothèque Stratégique, Economica, 2002.

#### Série contemporaine
- Vol. I : De la dégradation du droit des gens dans le monde contemporain. Paris, Anthropos-Economica, 1981.
- Vol. II : Terrorisme et culture. Paris, Cahiers de la Fondation pour les Études de Défense Nationale, 1981.
- Vol. III : Le Bonheur par l’Empire ou le Rêve d’Alexandre. Paris, Anthropos-Economica, 1982.

#### Collection sur micro-fiche
- Stratégie et art de la grande guerre
- Du déclin des guerres féodales à l’aube des guerres totales
- Réédition des 64 principaux traités d’art militaire et du droit des gens de la Renaissance à 1914. Paris, Micro-Editions Hachette, 1979.

### Autres ouvrages collectifs
- De l’impérialisme à la décolonisation. Paris, Minuit, 1965. En collaboration avec Jacques Berque et autres auteurs...
- Normes et valeurs dans l’Islam contemporain. Paris, Payot, 1966, 2e éd., Paris et Alger, Payot et SNED, 1978. En collaboration avec Jacques Berque et autres auteurs...
- L’ambivalence dans la culture arabe. Paris, Anthropos, 1967. En collaboration avec Jacques Berque et autres auteurs...
- Sultanat d’Oman - Retour à l’histoire. En collaboration avec Yves Thoraval et autres auteurs. Paris, l’Harmattan, 1998.

### Publication d'articles
- Jean-Paul Charnay a collaboré à de nombreuses revues spécialisées et était membre du comité scientifique de plusieurs d'entre elles. L'Académie de Géopolitique de Paris lui a rendu hommage dans sa publication trimestrielle Géostratégiques, No 39[12].